# 江汉大学
江汉大学（Jianghan University）為中華人民共和國的一所公立大學，校址位於湖北省武漢市武漢經濟技術開發區三角湖畔，另在汉口和武昌分别设有校区。

## 校史
早在民国元年（1912年），蒋翊武、石瑛等人便已創立一所同名大學，並由宋教仁擔任首任校长，校训為“学以经世，识以济民”。但成立后仅一年（即民国二年（1914年）），袁世凯政府为扼杀中华民国而遭到强行解散。
1978年中国大陆改革开放之后，建立現有的江汉大学。江大原位于汉口，原址附近的一条道路仍称江大路。后学校搬迁至汉阳。
2001年10月，江汉大学、华中理工大学汉口分校、武汉职工医学院、武汉教育学院4所院校合并。2009年湖北省化学研究院并入，统一为现在的江汉大学。
2020年4月9日，经中华人民共和国教育部批准，江汉大学管理的独立学院江汉大学文理学院脱离该校管理，并转设为民办本科院校武汉文理学院。

## 校训和校徽
江汉大学原校训是：学以经世，识以济民。现校训為「立德、致用、兼容、创新」。江汉大学校徽主体图形由汉字“江”、“大”两字构成，其中“大”字呈一伸开双臂的人形，“大”字人形着重体现以人为本的理念。“江”字的左右结构分别布局人形左右，蕴含抽象的“书本”和汉字“工”。 “江”字左侧结构寓意“书本”，象征浓郁的学术与文化氛围，右侧结构“工”代表理工、工作和应用及两者结合，寓意江汉大学是一所文理兼容，重点培养理论基础扎实、动手能力强的应用型人才的综合性大学。

## 学校概况
江汉大学开设有75个本科专业，涵盖经、法、文、史、教育、理、工、农、医、哲、管理等11个学科门类。全校现有专任教师1000余人，其中教授103人，副教授近400人，全日制普通本科生20073余人。拥有1个博士学位授权一级学科点，8个硕士学位授权一级学科点，57个硕士学位授权二级学科点，10个专业硕士学位授权点。艺术设计专业全国排名前十。其中有三个国家级特色专业，另外“材料成型及控制工程”及“病理生理学”专业为省级重点品牌专业。

江汉大学机电与建筑工程学院与德国凱撒斯勞滕工業大學合作建立了“江汉大学—凯泽斯劳滕工业大学共建研究中心”。

## 学院机构设置
江汉大学一共有19座下属学院及3所附属医院，1所教学医院：

江汉大学老校徽

- 商学院
- 法学院
- 人文学院
- 设计学院
- 音乐学院
- 美术学院江汉大学老校徽
- 人工智能学院
- 智能制造学院
- 数字建造与爆破工程学院
- 光电材料与技术学院
- 医学院
- 生命科学学院
- 教育学院
- 外国语学院
- 体育学院
- 继续教育学院
- 高等职业技术学院
- 卫生技术学院
- 高尔夫学院（合作模式）
- 汽车工程学院(筹)
- 武汉市第五医院（附属二医院）
- 武汉市第六医院（附属一医院）
- 武汉黄陂区人民医院（附属三医院）
- 湖北省中山医院（教学医院）

## 现任领导
- 党委书记：覃道明
- 校长：景新华
- 副校长：李卫东
- 副校长：张红星
- 副校长：贾永胜
- 副校长：向 悦
- 副校长：刘继延